# Öntéstalaj
Az öntéstalaj vagy alluviális talaj a folyó- vagy állóvizek árterén, vízjárta partszegélyén kialakult recens talajféleség, amely áradás idején a medréből kilépő víz hordalékából ülepedik le, majd az árvíz visszavonultával szárazra kerül. A lerakódás feltétele, hogy az adott térszínen a víz energiája kisebb legyen, mint ami a homok- vagy iszaphordalék továbbszállításához szükséges. Ez jellemzően a medertől távolabb eső ártéri lapályokra igaz, azaz a part menti, rendszerint alacsonyabban fekvő területek talaját a még nagy energiájú víz megbolygatja, leszaggatja, és csak a medertől távolodva, energiájából veszítve rakja le üledékét. Az árterek elöntésének dinamikája az öntéstalaj szerkezeti tulajdonságaira is hatással van: a parthoz közelebb lerakott üledék kavics- és durvahomok-tartalma magasabb, vagyis a nagyobb szemcseméretű, nagyobb tömegű üledékrészek előbb leülepednek, a kisebb szemcsenagyságú iszapot, illetve az ennél is finomabb agyagot pedig távolabb szállíthatja a víz.
A jellegtelen, fakó színű öntéstalajok alkalmasak a növényzet kialakulására, de a vegetáció- és talajképződési folyamatok rendszerint megtorpannak az újabb, soron következő árvízzel, és az új talajrétegen indulnak újra. Ennek következményeként a nyers öntéstalajok közös jellemzője, hogy humuszban szegények maradnak, a szervesanyag-tartalom nem haladja meg az 1%-ot. A talajképződés korai fázisát jelzi, hogy az egyes árvizek által lerakott, egymástól évgyűrűszerűen elkülönülő talajrétegek eltérő fizikai és kémiai jellemzőkkel rendelkezhetnek. A nyers öntéstalajok ásványianyag-tartalmát, kémiai összetételét természetesen meghatározzák a tágabb régió kőzettani sajátosságai, a kalcium-karbonát-mennyiség alapján megkülönböztetik a savanyú és lúgos öntéstalajokat, további jellemzőik lehetnek a felszín közeli oxidációs folyamatok következményeként a vaskiválások, rozsdás foltok, a mélyebb rétegekben a márványozott mészkiválások.
Ha folyószabályozás, árvízmentesítés vagy más egyéb ok miatt a rendszeres áradás megszűnik, maradandó vegetáció alakul ki, megkezdődik a szervesanyag-felhalmozódás, a humuszos (lápi vagy réti) öntéstalaj képződése. Ezekben a talajokban a szervesanyag-tartalom már 1-2%, a humuszréteg vastagsága pedig 20-40 centiméter között alakul. A homokos szerkezetű öntéstalajok szervesanyag-tartalma jellemzően elmarad a nagyobb agyagtartalmú öntéstalajokétól. Az ennél magasabb értékek már réti öntéstalajt vagy réti öntéscsernozjomot jeleznek.

## Öntéstalajok Magyarországon
A MÉM Földügyi és Térképészeti Hivatalának agrotopográfiai térképei alapján Magyarország összterületének mintegy 2,5%-át borítják nyers öntéstalajok kb. 2300 km²-en. Ennek nagy része, 68,5%-a az Alföld, 15,7%-a az Észak-magyarországi-középhegység, 8,8%-a pedig a Kisalföld vidékén található, de számottevő öntéstalajjal borított területek találhatóak a Nyugat-magyarországi peremvidéken is.
|      | Középtáj                           | Nagytáj                          | Nyers öntéstalaj (%) | Megjegyzések |
| ---- | ---------------------------------- | -------------------------------- | -------------------- | --- |
| 1.1  | Duna menti síkság                  | Alföld                           | 5                    | A Vác–Pesti-Duna-völgyben kisebb kiterjedésben homokos vályog mechanikai összetételű nyers öntéstalajok, délen a Mohácsi teraszos síkság 40%-át, a Mohácsi-sziget 14%-át, a Csepeli-sík 6%-át borítja többnyire vályog szerkezetű nyers öntéstalaj, amelynek számottevő foltjai találhatóak a Kalocsai-Sárközben és a Tolnai-Sárközben is. |
| 1.2  | Duna–Tisza közi síkvidék           | Alföld                           | 0                    | |
| 1.3  | Bácskai-síkvidék                   | Alföld                           | 0                    | |
| 1.4  | Mezőföld                           | Alföld                           | 0                    | |
| 1.5  | Dráva menti síkság                 | Alföld                           | 0                    | |
| 1.6  | Felső-Tisza-vidék                  | Alföld                           | 33,9                 | Magyarország nyers öntéstalajjal borított területeinek kb. 40%-a esik erre a középtájra. Savanyú kémhatású, változatos összetételű, gyenge termékenységű öntéstalaj borítja a Tisza menti Beregi-sík, Szatmári-sík és Bodrogköz jelentős részét.                                                                                           |
| 1.7  | Közép-Tisza-vidék                  | Alföld                           | 1,9                  | Csupán a Taktaköz és a Borsodi-ártér Tiszát szegélyező területein vályog vagy agyagos vályog szerkezeti összetételű öntéstalaj, a folyó alsóbb szakaszán ezt már egyéb réti talajok váltják fel. |
| 1.8  | Alsó-Tisza-vidék                   | Alföld                           | 10,1                 | Nagy kiterjedésű vályogos öntéstalajok a Maros mentén, a Marosszögben. |
| 1.9. | Észak-alföldi-hordalékkúpsíkság    | Alföld                           | 0,3                  | Az Eger-patak árterén, a Borsodi-Mezőségben. |
| 1.10 | Nyírség                            | Alföld                           | 0,4                  | Az Északkelet-Nyírség mély fekvésű öntésterületein foltokban. |
| 1.11 | Hajdúság                           | Alföld                           | 1                    | A Hajdúhátba benyúló tiszai árterületen agyagos vályog mechanikai szerkezettel. |
| 1.12 | Berettyó–Körös-vidék               | Alföld                           | 0                    | |
| 1.13 | Körös–Maros köze                   | Alföld                           | 0                    | |
| 2.1  | Győri-medence                      | Kisalföld                        | 7,4                  | Elsősorban a Fertő-medence területén borít nagy területeket, de a Szigetköz hullámterében (magas csillámásvány-tartalommal), valamint a Kapuvári-sík és a Csornai-sík Rába-árterén is számottevő. |
| 2.2  | Marcal-medence                     | Kisalföld                        | 0                    | |
| 2.3  | Komárom–Esztergomi-síkság          | Kisalföld                        | 0,8                  | Az Almás–Táti-Duna-völgy Duna-árterén. |
| 3.1  | Alpokalja                          | Nyugat-magyarországi-peremvidék  | 1,1                  | A Soproni-medencében az Ikva árterén, a Kőszegi-hegységben a Szerdahelyi-patak völgyében, a Kőszeghegyalján a Gyöngyös-patak árterén. |
| 3.2  | Sopron–Vasi-síkság                 | Nyugat-magyarországi-peremvidék  | 5,9                  | Elsősorban a Rába völgyét kísérő kistájak ártéri helyzetű területein, de a Gyöngyös- és a Perint-patakok völgyeiben is. |
| 3.3  | Kemeneshát                         | Nyugat-magyarországi-peremvidék  | 0                    | |
| 3.4  | Zalai-dombság                      | Nyugat-magyarországi-peremvidék  | 0                    | |
| 4.1  | Balaton-medence                    | Dunántúli-dombság                | 0                    | |
| 4.2  | Külső-Somogy                       | Dunántúli-dombság                | 0                    | |
| 4.3  | Belső-Somogy                       | Dunántúli-dombság                | 1,4                  | A Dráva középső völgyében vályog mechanikai összetétellel. |
| 4.4  | Mecsek és Tolna–Baranyai-dombvidék | Dunántúli-dombság                | 0                    | |
| 5.1  | Bakony-vidék                       | Dunántúli-középhegység           | 0                    | |
| 5.2  | Vértes–Velencei-hegyvidék          | Dunántúli-középhegység           | 0                    | |
| 5.3  | Dunazug-hegyvidék                  | Dunántúli-középhegység           | 0,1                  | Az Esztergom alatti Duna-szakaszon. |
| 6.1  | Visegrádi-hegység                  | Észak-magyarországi-középhegység | 6                    | A Visegrádi-Dunakanyarban változatos mechanikai összetételű nyers öntéstalajok. |
| 6.2  | Börzsöny                           | Észak-magyarországi-középhegység | 0                    | |
| 6.3  | Cserhát-vidék                      | Észak-magyarországi-középhegység | 2,9                  | Elsősorban a Galga völgyének északi szakaszán karbonátos nyers öntéstalajok, valamint a Cserhát és a Cserhátalja patakvölgyeiben szintén nagyobb kiterjedésben. |
| 6.4  | Mátra-vidék                        | Észak-magyarországi-középhegység | 1                    | A Keleti-Mátraalján a Tarnóca-patak, a Nyugati-Mátraalján több patak völgyében, emellett a Tarna völgyének a Parád–Recski-medencére eső szakaszán. |
| 6.5  | Bükk-vidék                         | Észak-magyarországi-középhegység | 1,1                  | A Tárkányi-medence talpán vályog, az Egri-Bükkalján, a Rima völgyében agyagos vályog nyers öntéstalaj. |
| 6.6  | Aggtelek–Rudabányai-hegyvidék      | Észak-magyarországi-középhegység | 17                   | A Bódva völgyének 68%-át agyagos vályog összetételű nyers öntéstalaj borítja, elsősorban a Szalonna feletti szakaszon, de kisebb foltjai találhatóak a Bódvát szegélyező Aggteleki-hegység és Alsó-hegy peremén. |
| 6.7  | Tokaj–Zempléni-hegyvidék           | Észak-magyarországi-középhegység | 3,8                  | A Hegyközi-dombságban a Bózsva és a Ronyva völgyeiben, a Tokaji-hegy peremén, a Bodrog torkolati szakaszánál agyagos vályog szerkezetű nyers öntéstalajok. |
| 6.8  | Észak-magyarországi-medencék       | Észak-magyarországi-középhegység | 3,9                  | Az Észak-magyarországi-középhegységet szabdaló nagyobb folyók ártéri területein, az Ipoly alsó szakaszán, a Tarna, a Sajó és a Hernád völgyeiben |